# لتوف اس-۱
لتوف اس-۱ (به انگلیسی: Letov_Š-1) یک هواگرد ملخ‌پیشین تک‌موتوره از نوع جستجوگر ساخت شرکت لتوف کبلی است. هواگرد لتوف اس-۱ نخستین پروازش را در ۱۹۲۰ میلادی انجام داد. در مجموع، تعداد ۲۸+۶۴ فروند از این هواگرد ساخته شده‌است.
طراح این هواگرد، Alois Šmolík بود.